# 岡野浩介
岡野 浩介（おかの こうすけ、1969年10月14日 - ）は、日本の男性声優、ナレーター。東京都出身。エスエスピー所属。

## 経歴
高校卒業後、本屋に就職。『ケイコとマナブ』の販促担当になり、何気なく見たページに東京アナウンスアカデミーの広告を見て、翌月には辞表を出し、専門学校に入った。
映画の吹き替え志望だったため、声優を志した時はアニメには詳しくなく、専門学校に入ってから調べたり、友人に聞いたりして勉強していった。増岡弘に師事している。
かつてはぷろだくしょんバオバブに所属しており、退所後はフリーで活動していたが、2015年7月1日付けでスチール・ウッド・ガーデンに所属。契約満了のため、所属から3年経過した2018年6月末に退所し、8月1日よりエスエスピーに所属。

## 人物・エピソード
役柄としては、かわいい少年から不良役まで演じる。
リヴァー・フェニックスの大ファンであり、いつかリヴァーに声を当ててみたいと思い始め、声優を志した。岡野が養成所に入った直後、薬物中毒で死去したが、その頃は「役者でやっていこう」と思っていたため、それほどショックではなかったと述べている。
高校時代は生徒会活動をやっており、会長以外は全てやったが、単純に目立ちたかっただけと語る。光物好きで、昔は指輪もつけていたことがあったとのこと。理想の女性のタイプは自分より背が低く、一緒にいて疲れない人。
趣味はドライブとカメラ。アロマテラピーアドバイザー（AEAJ公認）の資格を取得している。
『忍たま乱太郎』で山田利吉役を演じて間もないころ、収録の合間に大塚周夫から「格好つけてると格好よくならないんだよ」と言葉をもらった。大塚からはキャラクターへの入り方やスタンスといった演技の根幹を教わり、言葉の最後に「な？」と言って岡野を見ながら笑ってくれたという。また、印象に残った出来事として「こいつ最近俺のマネするんだよー」と笑いながら言ってくれたことを挙げている。同作で共演した辻村真人からは「‘また会おう’は‘また’で息を吸わない間をほんのちょっとだけ入れるつもりになると、次の‘あ’がちゃんと言えるんだ」と教わったとコメントしている。

## 出演
太字はメインキャラクター。

### テレビアニメ
1994年
- しましまとらのしまじろう
- とっても!ラッキーマン（1994年 - 1995年、小指グリーン / スピードマン 他）
- 覇王大系リューナイト（ガンマン、部下C）

1995年
- 忍たま乱太郎（1995年 -  2025年、利吉 / 農夫〈2代目〉、ゼニの花は白い号 他）
- ちびまる子ちゃん（番長）
- 黄金勇者ゴルドラン（1995年 - 1996年、ダイ）
- 行け!稲中卓球部（前野、ウス、淋シ・ガーリ、強ガ・リータ、ジャイアント前野）
- とんでぶーりん（男子生徒）
- ロミオの青い空（マルコ、アウグスト）
- 獣戦士ガルキーバ（少年兵）
- 魔法陣グルグル（ラング）
- 神秘の世界エルハザード
- 怪盗セイント・テール（1995年 - 1996年、アスカJr.）
- ストリートファイターII V（構成員、シャドルー構成員）
- 爆れつハンター（1995年 - 1996年、アックス、男、支配人、コック）

1996年
- モジャ公（弟子）
- VS騎士ラムネ&40炎（カク、男C）
- ドラえもん（テレビ朝日版第1期）（中学生）
- きこちゃんすまいる（ほんとは天使）
- 機動戦艦ナデシコ（メカニック、アカラ様 / アカラ王子）
- エルフを狩るモノたち（町の男、ダン）
- 逮捕しちゃうぞ（勝井祐二）
- みどりのマキバオー（アラグ）

1997年
- 忍者デキャップ（滝夢路）
- マッハGoGoGo（店員、クラウス）
- HARELUYA II BØY（子分参）
- HAUNTEDじゃんくしょん（トシ）
- YAT安心!宇宙旅行（1997年 - 1998年、リッキー、サグール） - 2シリーズ
- 勇者王ガオガイガー（ゾンダー）
- 烈火の炎（1997年 - 1998年、花菱烈火）
- 忍ペンまん丸（ヒザカッ君）
- ポケットモンスター（1997年 - 2000年、フィリップ、アツシ、トキオ）

1998年
- 世界の摩訶不思議（アレックス）
- セクシーコマンドー外伝 すごいよ!!マサルさん（こぶいち）
- 吸血姫美夕（駅員）
- グランダー武蔵RV（九鬼Jr）
- 熱沙の覇王ガンダーラ（ケニー）
- フォーチュン・クエストL（ビリー）
- アンドロイド・アナ MAICO 2010（斎藤）
- 頭文字D（1998年 - 2014年、中村ケンタ、坂本） - 5シリーズ
- EAT-MAN'98（ジェイコブ）

1999年
- 名探偵コナン（1999年 - 2023年、俊哉の兄、出島均、加藤巡査部長、運び屋、猿渡健吾、吾妻与一、篠原真雄、秋山信介、尾藤龍之介、正村中）
- イソップワールド（フォッキ、マジー、カエルE）
- 小さな巨人 ミクロマン（レザーマスター）
- GTO（1999年 - 2000年、O組のヤンキーB、吉川のぼる、沖ノ島一路、男子）
- クレヨンしんちゃん（1999年 - 2023年、そめ谷、家丹コモロヲ、営業マン、夫、銀閣 宅配員 他）
- サイボーグクロちゃん（1999年 - 2000年、ロミオ、、ブラッキー、警官、店員）
- ゾイド -ZOIDS-（ケリー）
- 金田一少年の事件簿（魚住響四郎）
- セラフィムコール（青年）

2000年
- タイムボカン2000 怪盗きらめきマン（パフ / きらめきマン2号）
- ファーブル先生は名探偵（アラン）
- 週刊ストーリーランド（宅配便）

2001年
- 仰天人間バトシーラー（オロオ / オリオ）
- PROJECT ARMS（同級生）
- 学園戦記ムリョウ（妙見彼方）
- 砂漠の海賊!キャプテンクッパ（ソルト）
- RAVE（ヘビ・シルベット、蒼天四戦士ダルメシアン、ナカジマ、影使いリオネット、ソレイユ 他）
- サイボーグ009 THE CYBORG SOLDIER（ヤス）
- 激闘!クラッシュギアTURBO（2001年 - 2002年、エディ小林、主任）

2002年
- 十二国記（2002年 - 2003年、蒼猿、班、高里要）
- あたしンち（久保田 他）
- 東京ミュウミュウ（青山田）
- まほろまてぃっく 〜もっと美しいもの〜（メフリス教授、男子生徒）
- ロックマンエグゼ（速見ダイスケ）
- 爆闘宣言ダイガンダー（オンダノブナガ）

2003年
- 超ロボット生命体トランスフォーマー マイクロン伝説（ホットロッド）
- 探偵学園Q（一ノ瀬智彦）
- 冒険遊記プラスターワールド（ヴァローゼ）
- ミッドナイトホラースクール（2003年 - 2004年、ウソップ、ビンセント）
- 円盤皇女ワるきゅーレ 十二月の夜想曲（深見）
- 鋼の錬金術師（2003年 - 2004年、ラッセル・トリンガム）

2004年
- 恋風（小田切圭）
- せんせいのお時間（渡部匠）
- わがまま☆フェアリー ミルモでポン! わんだほう（イカス）
- ポケットモンスター アドバンスジェネレーション（タカヤ）
- NARUTO -ナルト-（2004年 - 2010年、センタ、ツカド） - 2シリーズ
- 爆裂天使（モニターマンA）
- サムライガン（政）
- Φなる・あぷろーち（武笠春希）

2005年
- BLEACH（2005年 - 2006年、ホーク、死神ろ））
- ふしぎ星の☆ふたご姫（生徒）
- かみちゅ!（八島様）

2006年
- ワンワンセレプー それゆけ!徹之進（秋庭圭）
- 吉永さん家のガーゴイル（小野寺満男、ケルプ、花村、目分量のヌマタ、レイジ 他）
- きらりん☆レボリューション（怪盗X）
- ああっ女神さまっ それぞれの翼（実況）
- まじめにふまじめ かいけつゾロリ（ゴックン）
- シルクロード少年 ユート（チャーリー）

2007年
- ゴーストハント（安原修）
- デュエル・マスターズ シリーズ（2007年 - 2008年、ディッセン） - 2シリーズ
- ZOMBIE-LOAN（蝶）
- プリズムアーク（キザーロフ、アーラ・グラディウス）

2008年
- 俗・さよなら絶望先生（副官）
- 家庭教師ヒットマンREBORN!（道場破り）
- シゴフミ（日比谷毅彦）
- それいけ!アンパンマン（パイナップルマン〈3代目〉）

2009年
- こばと。（2009年 - 2010年。若者 他）

2010年
- 怪盗レーニャ（チュー太郎、刑事）
- ひめチェン!おとぎちっくアイドル リルぷりっ（トマゾ・リゾット）
- スーパーロボット大戦OG -ジ・インスペクター-（リー・リンジュン）
- 咎狗の血（アルビトロ）

2011年
- ジュエルペット シリーズ（2011年 - 2013年ep

29
、アクア〈2代目〉） - 3シリーズ
- バカとテストと召喚獣にっ!（常村勇作[22]）

| 2012年 |
- 緋色の欠片（鴉取真弘[89][90]） - 2シリーズ[一覧 6]
- ココロコネクト（稲葉の兄[20]）
- マギ（ブーデル[20]）

| 2014年 |
- わしも WASIMO（犬[20]、入れ歯くん[76]）

| 2016年 |
- デジモンユニバース アプリモンスターズ（2016年 - 2017年[91]、キャメラモン / スコープモン[20]、サテラモン[91]）

| 2018年 |
- BORUTO-ボルト- NARUTO NEXT GENERATIONS（ハグルマ[92]）

| 2021年 |
- 俺だけ入れる隠しダンジョン（ペペロ[30]）

| 2023年 |
- MFゴースト（2023年 - 2024年、賢太[67]） - 2シリーズ[一覧 7]

}}

### 劇場アニメ
- KAZU&YASU ヒーロー誕生（1995年）
- 映画 忍たま乱太郎（1996年、山田利吉[93]）
- 幕末のスパシーボ（1997年、松城熊三郎）
- ハッピーバースデー 命かがやく瞬間（1999年、藤原直人）
- クレヨンしんちゃん 嵐を呼ぶジャングル（2000年、染谷）
- 頭文字D Third Stage（2001年、中村賢太）
- クレヨンしんちゃん 嵐を呼ぶ モーレツ!オトナ帝国の逆襲（2001年、酒屋）
- アテルイ（2002年、ウツグ）
- Pa-Pa-Pa ザ★ムービー パーマン（2003年、子分B）
- Pa-Pa-Pa ザ★ムービー パーマン タコDEポン!アシHAポン!（2004年、子分B）
- 劇場版アニメ 忍たま乱太郎 忍術学園 全員出動!の段（2011年、山田利吉[94]）
- 劇場版 忍たま乱太郎 ドクタケ忍者隊最強の軍師（2024年、山田利吉[95]）

### OVA
1990年代
- キャプテン翼 最強の敵!オランダユース（1994年、早田誠）
- BOUNTY DOG/月面のイブ（1994年、客A、ウェイター）
- GOLDEN BOY さすらいのお勉強野郎（1995年、アニメーターA）
- YAMATO2520（1995年、カール）
- ヴィジョナリイ（1996年、たぬ夫）
- 綾音ちゃんハイキック!（1997年、アナウンサー）
- まじかるマホ（1997年、王子様）
- ゲキ・ガンガー3 熱血大決戦!!（1998年、アカラ王子）
- 聖少女艦隊バージンフリート（1998年、咲坂舞）
- 最遊記（1999年、孫悟空）

2000年代
- 銀河英雄伝説外伝 決闘者（2000年、ゴルトシュミット）
- 頭文字D BATTLE STAGE（2002年、中村ケンタ）
- 頭文字D to the Next Stage 〜プロジェクトDへ向けて〜（2004年、中村ケンタ）
- 円盤皇女ワるきゅーレ 時と夢と銀河の宴（2006年、深見）
- やなせたかしメルヘン劇場 もりのヒーロー ハリーとマルタン（2008年、クマ、オバケ）
- AIKa ZERO（2009年、ルドルフ・ハーゲン）

2010年代
- バカとテストと召喚獣 〜祭〜（2011年、常村勇作）
- FAIRY TAIL × RAVE（2013年、ナカジマ）

### Webアニメ
- ペンギン娘♥はぁと（2008年、司会者）
- こぎみゅん（2017年）[97][98]
- 伊藤潤二『マニアック』（2023年、誠二[99]）

### ゲーム
1996年
- ラングリッサーIII（エマーリンク、ピエール）

1997年
- トゥームレイダース（スケートキッド）
- バルクスラッシュ（男の子）

1998年
- エーベルージュ スペシャル 〜恋と魔法の学園生活〜（ハイデル・デラーテン）
- 季節を抱きしめて（オタクな友人）
- クレイマン・クレイマン2 〜スカルモンキーのぎゃくしゅう〜（クレイマン）
- 新世代ロボット戦記ブレイブサーガ（須賀沼大）
- スーパーアドベンチャーロックマン
- ドラゴンフォースII -神去りし大地に-（エーベルス）
- U.P.P.（勇）

1999年
- ピノッチアのみる夢（ジリ・アール）

2000年
- 世界一ツイてない女 どつぼちゃん（只野一朗、正宗）
- ブレイブサーガ2（須賀沼大 / マグナ / フラッシュ）

2001年
- 逢魔が時（辰岡勇太郎）
  - 逢魔が時2（辰岡勇太郎）

- グローランサーII（ウォーマー・ブルース）
- ハイスクール!奇面組 THEテーブルホッケー（物星大）

2002年
- THE 推理 〜新たなる20の事件簿〜（隅野）
- Phantom -PHANTOM OF INFERNO-（吾妻玲二）
- RAVE 〜未完の秘石〜（ナカジマ、ソレイユ、リオネット）

2003年
- 頭文字D Special Stage（中村賢太）
- グローランサーIV（ルーミス・リヒトマン）
- 十二国記 -紅蓮の標 黄塵の路-（蒼猿）
- ファンタスティックフォーチュン2（プルート＝アルタス＝アロランディア）

2004年
- アニメバトル 烈火の炎 〜Flame of Recca〜 FINAL BURNING（花菱烈火）
- Φなる・あぷろーち（武笠春希）
- 召しませ浪漫茶房（五家宝麟）

2005年
- コード・エイジ コマンダーズ 〜継ぐ者 継がれる者〜（ハヴェル）
- ファンタスティックフォーチュン2☆☆☆（プルート＝アルタス＝アロランディア）
- ふしぎ遊戯 玄武開伝 外伝 鏡の巫女（修羅）
- CROSS WORLD 見知らぬ空のエターティア（オサム）
- WHITE CLARITY 〜And,The tears became you〜（セモン）
- ロマンシング サガ -ミンストレルソング-（パトリック、ゲラ＝ハ）

2006年
- 緋色の欠片（鴉取真弘）

2007年
- エルヴァンディアストーリー（近衛兵ランバント）
- 緋色の欠片 〜あの空の下で〜（鴉取真弘）
- 翡翠の雫 緋色の欠片2（鴉取真弘）

2008年
- 蒼黒の楔 緋色の欠片3（鴉取真弘）
- 咎狗の血 True Blood（アルビトロ）
- PRISM ARK -AWAKE-（キザーロフ・フォン・ローゼンベルグ）

2009年
- ヒイロノカケラ 新玉依姫伝承（鴉取駿）

2010年
- 戦国大戦（羽柴秀吉、真田幸隆、奥平定能、朝倉義景 他）
- 咎狗の血 True Blood Portable（アルビトロ）
- B's-LOG パーティー♪（鴉取真弘）

2011年
- ガチンコヒーローズ（ランク）
- テイルズ オブ エクシリア（エデ）
- 緋色の欠片 愛蔵版 〜あかねいろの追憶〜（鴉取真弘）
- ヒイロノカケラ 新玉依姫伝承 ―Piece of Future―（鴉取駿）

2012年
- 蒼黒の楔 緋色の欠片3 明日への扉（鴉取真弘）
- 第2次スーパーロボット大戦OG（カーリー・ナウマン）

2015年
- ブレイブリーセカンド
- 電波人間のRPG FREE!（けいすけ）

2016年
- ワールドチェイン（羽柴秀吉）

2022年
- 刀剣乱舞無双（羽柴秀次）

2024年
- スカイフォートレス-オデッセイ（キーン）

2025年
- ファイアーエムブレム ヒーローズ（ホリン）
- アイアンサーガVS（オスカー、剣鉄也）

### ドラマCD
- 悪霊狩り〜ゴーストハント シリーズ（CDシネマ、渋谷一也）
  - 悪霊狩り〜ゴーストハント CDシネマ1 ヲリキリ様の鬼火
  - 悪霊狩り〜ゴーストハント CDシネマ2 ウラドは其処に居る
  - 悪霊狩り〜ゴーストハント CDシネマ3 えびす異神論
  - 悪霊狩り〜ゴーストハント CDシネマ4 悪夢の棲む家
  - ゴーストハント〜忘れられた子どもたち〜 前編・後編（コミックス初回限定版、安原修役）
- 黄金勇者ゴルドラン（須賀沼ダイ）
  - 総天然色CD大活劇「ワルター・ワルザックの大冒険」
  - CDサウンド・ムービー・ショウ 華麗な探偵 ワルザック・ブラザーズ〜死神の逆位置
- 気象精霊記 シリーズ（気象予報士・上沢）
  - 気象精霊記(2) 正しい台風の起こし方
  - 気象精霊記(3) 精霊さんとのすごし方
- CHiRAL CAFEへようこそ（アルビトロ）
- ドラマCD エニックスドラマCDコレクション 最遊記 1・2（孫悟空）
- ストリートファイターZERO2外伝 さくら・もっとも危ない文化祭（シンジ）
- 聖闘士星矢EPISODE.G（オケアノス）
- CDドラマ せんせいのお時間（渡部匠）
- 忍たま乱太郎 ドラマCD 三の段（山田利吉）
- 鋼の錬金術師 ドラマCD vol.1 砂礫の大地（ラッセル・トリンガム）
- 緋色の欠片 シリーズ（鴉取真弘）
  - 緋色の欠片 キャラクターソングシリーズ vol.1「鬼崎拓磨&鴉取真弘」
  - Dramatic CD Collection 緋色の欠片 壱・弐
  - 緋色の欠片 ドラマCD 〜桜花の蛍〜
  - 緋色の欠片 ドラマCD「魔術師に捧げる手記」
  - オトメイトCD BOOK 蒼黒の楔 緋色の欠片3 外伝
  - Dramatic CD Collection 蒼黒の楔 緋色の欠片3
  - たった1000円でだいたいわかるアニメ「緋色の欠片」ラジオCD
  - ラジオCD 緋色の欠片〜紅陵学院放送室〜 真弘と珠紀、ときどき謎
- ヒイロノカケラ 新玉依姫伝承 シリーズ（鴉取駿）
  - ヒイロノカケラ 新玉依姫伝承 キャラクターソングCD
  - ヒイロノカケラ 新玉依姫伝承 ドラマCD 【諏訪プロデュース・守護者育成計画】
- ファイアーエムブレム 黎明編/紫嵐編（ミラン）
- Fantastic Fortune 2 シリーズ（プルート＝アルタス＝アロランディア）
- TVアニメ「プリズム・アーク」オリジナルサウンドトラックwith 「プリズムナイト・プリンセス」（ゲスト）
- プリズム・アーク れいんぼ〜☆ドラマCD 「校長の試練場 PROVING GROUNDS OF THE "KOUCHOU SENSEI"」（キザーロフ）
- プリズム・アーク れいんぼ〜☆ドラマCD2 「プリズム学芸会スペシャル 新説? プリズム・アーク!」（キザーロフ）
- プリズム・アーク れいんぼ〜☆ドラマCD3 「超魔法合神プリズマックス・アーク」（キザーロフ）
- 平成タイムボカン カエッテキタマン（バック / オカエリマン）
- 魔性の子（岩木）
- HCD 闇の末裔（都筑麻斗）
- 烈火の炎 オリジナル・サウンドトラック2（花菱烈火）※ドラマパートに出演
- 悪魔で候（戸葉一朗）
- 浪漫倶楽部 サウンドシアター（矢野）
- 少年アリス（生徒2）
- CDドラマ 速攻生徒会2（ナレーション）
- 世界でいちばん大嫌い（水島通）

### 吹き替え

#### 担当俳優
ニコラス・ブラウン
- 恋のからさわぎ（キャメロン）
- タイムマシン大作戦（ジーク）
- プリンセス・プロテクション・プログラム（エド）

#### 映画
- アイス・ストーム
- IT ※テレビ東京版
- あの頃ペニー・レインと
- イルマーレ
- エイリアン2（ゴーマン中尉〈ウィリアム・ホープ〉）※DVDアルティメット・エディション
- エルモと毛布の大冒険（バグ）
- オールド・ルーキー
- カーミットのどろんこ大冒険（ゴーグルス）
- 奇蹟の降る空（エライアス・リドラー）
- クイック&デッド（キッド〈レオナルド・ディカプリオ〉）※テレビ朝日版
- クリムゾン・タイド ※日本テレビ版
- ジャイアント・ベビー（ニック・サリンスキー〈ロバート・オリヴェリ〉）※日本テレビ版
- シンデレラ・ストーリー（カーター）
- スクービー・ドゥー（スクラッピー・ドゥー）
- スリーパーズ（少年時代のロレンツォ）※DVD・BD版
- セブン・イヤーズ・イン・チベット（ダライ・ラマ）※DVD・BD版
- ダーク・ブルー
- タイムマスター〜時空をかける少年〜（カルビン・フラー〈トーマス・イアン・ニコラス〉）※VHS版
- デビル（ショーン・フェラン〈ポール・ローナン〉）※テレビ朝日版
- ハットしてキャット
- パラサイト（ケイシー・コナー〈イライジャ・ウッド〉）※DVD版
- ハングオーバー!! 史上最悪の二日酔い、国境を越える（レスリー・チャウ〈ケン・チョン〉）
- ハングオーバー!!! 最後の反省会（レスリー・チャウ〈ケン・チョン〉）
- ヒットマン: ラスト・ミッション（ヴィクター〈ジョージ・レムス〉）
- ビバリーヒルズ・コップ2（プレイボーイマンションのボーイ〈クリス・ロック〉）※テレビ朝日版
- フォーエバー・フィーバー（ホック〈エイドリアン・パン〉）
- プリティ・ブライド（デニス）
- ホーム・アローン（ロッド・マカリスター〈ジェディダイア・コーエン〉、サンタ）※テレビ朝日版（日本語吹替完全版Blu-rayBOX収録）
- ホーム・アローン2（ロッド・マカリスター〈ジェディダイア・コーエン〉）※テレビ朝日版
- ボクとマウミの物語（チャオミン）
- ホット・ファズ -俺たちスーパーポリスメン!-（トニー・フィッシャー巡査部長〈ケヴィン・エルドン〉、劇中映画『ハートブルー』のキアヌ・リーブス）
- マネー・トレイン ※テレビ朝日版
- Mr.&Mrs. スミス（ベンジャミン・ダンズ〈通称タンク〉〈アダム・ブロディ〉）※日本テレビ版[102]
- モンキーボーン（ハーブ）
- レッドライン
- ロード・トリップ（バリー）
- RONIN（ウェイター）※フジテレビ版
- 蝋人形の館（ダルトン・チャップマン）

#### ドラマ
- ER緊急救命室シーズン10 #9（モリナ）
- エレメンタリー ホームズ&ワトソン in NY
- クリスマスに雪は降るの?（テジョン〈ソン・ジョンホ〉）
- クリミナル・マインド FBI行動分析課 Season1 10話（コーリー）
- The O.C.（セス・コーエン〈アダム・ブロディ〉）
- 天命（イ・ジョンファン〈ソン・ジョンホ〉）
- 天龍八部（段誉）
- パワーレンジャーシリーズ
  - パワーレンジャー（食べ物パーティーの客）
  - パワーレンジャー・イン・スペース（スピカ）
  - パワーレンジャー・S.P.D.（バグルスワース）
  - パワーレンジャー・ミスティックフォース（ザンダー・ブライ / グリーンレンジャー、ゲッコー）
  - パワーレンジャー SAMURAI（スパイク 他）
  - パワーレンジャー SUPER SAMURAI（スパイク）
- フルハウス（男の子、ランディ、ボビー）
- プロビデンス（ロビー・ハンセン）
- BONES シーズン6第6話（チップ）
- レバレッジ 〜詐欺師たちの流儀（デニス・レティング）

#### アニメ
- アトミック・ベティ（スパーキー）
- おくびょうなカーレッジくん（リポーター 他）
- 怪盗カルメンサンディエゴ（アナウンサー）
- シルベスター&トゥイーティー ミステリー
- スパイダーマン（カーネイジ）
- スパイダーマン・アンリミテッド（カーネイジ、マシンマン）
- ダックテイル（ファー・ダリグ）
- デクスターズラボ（グローリー少佐）
- トランスフォーマーシリーズ
  - 戦え!超ロボット生命体トランスフォーマー（未放映版）（スパイク[103]）
  - トランスフォーマー アニメイテッド（ヘッドマスター）
- ハウス・オブ・マウス（デニス・ザ・ダック）
- ブラザー・ベア（シマリス）
- フラニーズ・フィート（ヘンディ）
- ポップアップ ミッキー/すてきなクリスマス
- リセス 〜ぼくらの休み時間〜（ブッチ〈初代〉）
- リトル・マーメイド（エリック王子）

### 実写
- オトメイトパーティー♪ in メルパルクホール（2008年5月24 - 25日）Live DVD ※収録は24日の回のみ。
- オトメイトパーティー♪ 2009

### ラジオ
- りっぴー れいんぼー☆ぱーてぃ
- サロン・ド・オトメイト
- オトメイトガーデン
- ラジオ緋色の欠片〜紅陵学院放送室〜
- ラジオCMナレーション多数

### ラジオドラマ
- せんせいのお時間（渡部匠）
- 青春アドベンチャー エデン2185（シド・ヨーハン / リートム・トワイディング）
- ニードルアイ（紅トカゲ）

### ナレーション
- CS放送アニマックス 番組予告・各種告知ナレーション担当（男性版は駒田航で女性版は田村ゆかりと矢作紗友里（田中あいみ）が担当）
- CS放送キッズステーション 番組予告・各種告知ナレーション担当（期間限定で担当）
- HKT48シングル「スキ!スキ!スキップ!」DVD「博多観光案内」（TYPE-B）・「メンバー一発ギャグ集」（TYPE-C）
- Anison Days（不定期ナレーション）

### その他
- アニマックス版「ポッカ100レモン」CM『レモンマン』（レモンパパ）
- ミュージカル版 怪盗セイント・テール（飛鳥大貴 / アスカJr.）
- 天才ビットくん（箱二郎、箱一郎、リットル王子 / リットル国王、ハコDOS）
- トランスフォーマー アニメイテッド 玩具PV
  - ヘッドマスター（ヘッドマスターユニット）（音声）※アイアンハイド（バルクヘッド） ライト＆サウンド（音声）に付属している。
- 藤田和日郎の読切漫画『ゲメル宇宙武器店』に名前（オカノ・コースケ）が使われている。
- まんがDVD リングにかけろ（剣崎順）
- スパルタンMX（「スパルタ講師」としてオーディション応募者を鍛える）
- クラブ・モンスターズ・インク“笑いってクール!”（ミスター・レッグスマン）

### シリーズ一覧
1. ↑  第1期（1997年）、第2期（1998年）
2. ↑  第1作（1998年）、『Second Stage』（1999年 - 2000年）、『Fourth Stage』（2004年 - 2006年）、『Fifth Stage』（2012年 - 2013年）、『Final Stage』（2014年）
3. ↑  第1期（2004年）、第2期『疾風伝』（2010年）
4. ↑  『ゼロ デュエル・マスターズ』（2007年）、『デュエル・マスターズ ゼロ』（2008年）
5. ↑  第3シリーズ『サンシャイン』（2011年 - 2012年）、第4シリーズ『きら☆デコッ！』（2012年）、第5シリーズ『ハッピネス』（2013年）
6. ↑  第1期、第2期（2012年）
7. ↑  1st Season（2023年）、2nd Season（2024年）